# Чжан Сюйґан
Чжан Сюйґан (15 травня 1974) — китайський важкоатлет.
Олімпійський чемпіон 1996 (до 70 кг), 2000 (до 77 кг) років, учасник 2004 року.
Переможець Азійських ігор 1994 (до 70 кг), 1998 (до 77 кг) років.
Переможець Ігор Східної Азії 1997 року в категорії до 70 кг.
Чемпіон світу 1995 року в категорії до 70 кг, срібний призер 1997 року в категорії до 70 кг.
Чемпіон Азії 1995 (до 70 кг), 1999, 2000 років у категорії до 77 кг, срібний призер 1996 (до 70 кг), бронзовий призер 2004 року в категорії до 77 кг.